# Antonio Despuig y Dameto
Antonio Despuig y Dameto (Palma di Maiorca, 30 marzo 1745 – Lucca, 2 maggio 1813) è stato un cardinale spagnolo.

## Biografia
Nato in una nobile famiglia a Palma di Maiorca il 30 marzo 1745, ebbe una precoce vocazione al sacerdozio e frequentò gli studi superiori con un buon successo. A lui si deve una carta geografica dell'isola di Maiorca che fu pubblicata con ufficialità. Dopo l'ordinazione si recò a Messina in occasione di un devastante terremoto e molto si prodigò a favore della popolazione sopravvissuta.
Papa Pio VII lo elevò al rango di cardinale nel concistoro dell'11 luglio 1803.
Morì il 30 Dicembre 1813 all'età di 68 anni.
In seguito al “Motu Proprio” di Pio VII del 6 dicembre 1800 con il quale veniva istituito il Patriziato Sabino, il cardinale Giovanni Andrea Archetti, vescovo di Sabina, emetteva un “decreto esecutoriale” il 20 dicembre dello stesso anno per procedere alla nomina di 12 “Patrizi” scelti tra le famiglie più illustri della terra sabina. Primo tra questi ed in deroga all'appartenenza per nascita a questo territorio fu un noto prelato spagnolo, Antonio Despuig, definito nel decreto “virum sabinorum amantissimum in eosque beneficentissimum ”.
Antonio Despuig y Dameto dei conti di Montenegro e Montorio era Prelato Domestico, Assistente al Soglio, Cavaliere Gerosolimitano, Gran Croce dell'Ordine Spagnolo di Carlo III e Consigliere di Sua Maestà cattolica.
Durante il pontificato di Pio VI fu Uditore di Rota della Spagna in Roma e promotore della causa di beatificazione di Caterina Tomás, maiorchina, della quale volle portare il breve apostolico in patria, dove fu accolto con grande giubilo. Nel 1791, nominato vescovo di Orihuela fu amorevole pastore tanto che gli fu tributato il titolo di “padre dei poveri” per la grande generosità con la quale soccorreva i bisognosi. Fu poi trasferito all'arcidiocesi di Valencia e quindi a quella di Siviglia nel 1795. Venne decorato di molti ordini cavallereschi, tra questi il Toson d'Oro e quello della Santissima Concezione. Alla morte di Pio VI si recò a Venezia per il Conclave come ambasciatore del Re di Spagna e assistette all'incoronazione solenne di Pio VII. Questi, poi, nel Concistoro dell'11 luglio 1803 lo creò cardinale dell'ordine dei preti con il titolo di San Callisto. Fu provicario del Papa per la città di Roma, arciprete della basilica di Santa Maria Maggiore e Protettore dell'Ordine di Malta.
Deportato dai francesi a Parigi non fece vita di corte presso Napoleone né intervenne al suo matrimonio. Attraverso il Cardinal Fesch, zio dell'Imperatore, ottenne di ritirarsi a Lucca a causa della sua malferma salute. Morì santamente da tutti rimpianto in questa città il 2 maggio 1813. Il cardinale Despuig è sepolto nella Cappella della Libertà, situata nel transetto sinistro della cattedrale di San Martino a Lucca ove si trova una lapide sormontata dal suo stemma.

## Genealogia episcopale e successione apostolica
La genealogia episcopale è:
- Cardinale Scipione Rebiba
- Cardinale Giulio Antonio Santori
- Cardinale Girolamo Bernerio, O.P.
- Arcivescovo Galeazzo Sanvitale
- Cardinale Ludovico Ludovisi
- Cardinale Luigi Caetani
- Cardinale Ulderico Carpegna
- Cardinale Paluzzo Paluzzi Altieri degli Albertoni
- Papa Benedetto XIII
- Papa Benedetto XIV
- Papa Clemente XIII
- Cardinale Francesco Saverio de Zelada
- Cardinale Antonio Despuig y Dameto

La successione apostolica è:
- Vescovo Francisco Javier Cabrera Velasco (1795)
- Vescovo Félix Rico Rico (1795)
- Vescovo Eugenio Giovanni Battista Giuseppe Cerina, O.F.M. (1803)
- Arcivescovo Giovanni Giacomo Antonio Gaetano Fraschina, O.F.M.Cap. (1804)